# كيفن دوكز
كيفن دوكز (بالإنجليزية: Kevin Dukes)‏ هو عازف قيثارة أمريكي، ولد في 1956.